# Barrio Boyzz
Les Barrio Boyzz étaient un groupe de pop latino américain. Le groupe était composé de Portoricains qui ont grandi à New York. Ils ont gagné en popularité dans les années 1990, lorsqu'ils sont devenus partenaires de label avec Selena Quintanilla et ont obtenu leur première chanson numéro un au Billboard intitulée Donde quiera que estés en 1993, tirée de l'album du même nom.

## Carrière
Le groupe a été formé en 1991 lorsqu'ils ont été présentés l'un à l'autre par le manager Joe Jacket (de New Kids on The Block), qui cherchait à créer un groupe latino grand public. Après avoir passé une audition devant Charles Koppelman, le PDG d'EMI Records, ils ont été signés par SBK Records, une sous-division pop d'EMI. Ils souhaitaient initialement devenir des chanteurs pop américains grand public, comme Gloria Estefan, Jon Secada et Selena. L'année suivante, ils sortent leur premier album, Crazy coolin, et partent en tournée dans les collèges et lycées de New York, où ils font des discours de motivation. Leur single Muy suavemente s'est classé dans le Billboard Latin Charts ; le clip qui l'accompagne a été tourné dans les quartiers de New York, fidèles à leur héritage. Leur album suivant, Donde quiera que estes (1993), a atteint la septième place du Billboard Latin Pop Albums, tandis que l'album a atteint la quinzième place du Billboard Top Latin Albums. Le duo, avec Selena, a atteint la première place de trois classements du Billboard en 1994,, alors que Selena et les Barrio Boyzz faisaient la promotion de la chanson pendant sa tournée Amor prohibido. La chanson a permis aux Barrio Boyzz de se faire connaître dans le sud des États-Unis. Leur album suivant, Una vez mas, a atteint la troisième place du classement des albums pop latinos, tout en se plaçant dans le top 20 du Billboard Top 50 Latin Albums. Leur album crossover, How we roll, un album entièrement en anglais, est sorti en 1995. Lors des 8e et 9e Lo Nuestro Awards, ils ont été nommés pour le groupe pop de l'année,. Le groupe a continué à figurer au Billboard jusqu'à la sortie de Destiny en 2000. Le groupe a sorti son dernier album studio, Destino en 2001, avant que le groupe ne se sépare. Le 5 avril 2005, lors du concert de charité Selena ¡VIVE !, les Barrio Boyzz se sont réunis et ont chanté Dreaming of you avec la chanteuse colombo-américaine Soraya, qui est décédée d'un cancer du sein dans l'année.

## Membres
- Freddy Correa (1991–1994)
- Angel Ramirez (1991–1997)
- Robert Vargas (1991–1997)
- David Davila (1991–2001)
- Hans Giraldo (1994–2001)
- Louie Marrero (1991–1998)
- Jimmy Sanchez (1999-2001)
- Robert McLeod (1999-2001)
- Jeffrey Ayala (1999-2001)

## Discographie

### Albums studio
- Crazy Coolin' (1992)
- Donde Quiera Que Estes (1993)
- Una Vez Más (1995)
- How We Roll (1995)
- Navidad, Tu y Yo (1995)
- Ven a Mi (1997)
- Destiny (2000)
- Destino (2001)
- Barriografia (2006)

### Compilations
- 10 Super Exitos (1994)
- 12 Super Exitos (1997)
- The Best of Barrio Boyzz (2000)
- Sólo Lo Mejor: 20 Exitos (2002)
- Latin Classics (2003)
- Los Romanticos (2007)

## Filmographie
- I Like It Like That (1994)